# Józef Chaciński
Józef Chaciński (ur. 13 marca 1889 w Warszawie, zm. 6 maja 1954 w Górze Kalwarii) – polski adwokat, dwukrotny prezes Stronnictwa Pracy: od listopada 1920 do listopada 1922 i od stycznia 1927 do kwietnia 1928, poseł na Sejm II Rzeczypospolitej I i II kadencji w latach 1922–1930, prezes klubu sejmowego w kadencjach 1922–1927 i 1928–1930, członek Rady Jedności Narodowej.

## Życiorys
Urodził się w rodzinie Antoniego i Adelajdy z domu Bloch (zm. 1929). Miał brata Antoniego (1892–1970) i dwie siostry. Nauki pobierał w Szkole Handlowej A. Jeżewskiego w Warszawie. Był członkiem Sekcji Koronnej Organizacji Młodzieży Narodowej. W 1909 był osadzony w X Pawilonie Cytadeli Warszawskiej. Studiował prawo w Szwajcarii, Kijowie, Warszawie. Od lat młodzieńczych czynny w organizacjach społeczno-politycznych. Od 1915 roku był członkiem Ligi Narodowej. W Sejmie Rzeczypospolitej Polskiej I kadencji był członkiem klubu Chrześcijańsko-Narodowego Stronnictwa Pracy.
Krótko przed przewrotem majowym powierzono mu misję utworzenia rządu jednak wobec sprzeciwu Prezydenta wobec kandydatury gen. Sikorskiego na stanowisko Ministra Spraw Wewnętrznych (pod wpływem Piłsudskiego) zrzekł się misji.
W czasie II wojny światowej był w latach 1940–1942 więźniem niemieckiego obozu koncentracyjnego Auschwitz-Birkenau. Aresztowany 28 marca 1945 przez NKWD, został skazany w procesie szesnastu na 4 miesiące więzienia.
W 1918 ożenił się z Ludwiką z Rogozińskich h. Awdaniec (1889–1950), z którą miał syna Jerzego (1920–1943) oraz córki: Wandę po mężu Jasiukowicz (1925–1989), Teresę Ludwikę po mężu Gałązka (1926–2007) i Marię Adelę Jolantę (ur. 1929), żonę Edwarda de Virion.
Zmarł w Górze Kalwarii, spoczywa na cmentarzu Powązkowskim w Warszawie (kwatera 227-6-9).